# 克里湖
克里湖是加拿大的湖泊，由薩斯喀徹溫省負責管轄，長81公里、寬57公里，面積1,228平方公里，島嶼面積106平方公里，集水區面積4,468平方公里，海拔高度487米，湖岸線長度786公里，平均水深14.9米，最大水深60米，蓄水量17.6立方公里。

## 外部連結
- Statistics Canada
- Anglersatlas.com
- Fish Species of Saskatchewan
- The Encyclopedia of Saskatchewan

57°30′N 106°30′W / 57.500°N 106.500°W